# فرودگاه اوجائی
فرودگاه اوجائی  (به انگلیسی: Ujae Airport)  یک فرودگاه همگانی  با کد یاتا UJE است . این فرودگاه در  کشور جزایر مارشال قرار دارد .